# Малое Малагово
Малое Малагово — деревня в Ярском районе Удмуртии. Входит в состав Пудемского сельского поселения.

## География
Деревня расположена на северо-западе республики, на расстоянии примерно 18 км (по прямой) к северо-востоку от посёлка Яр, административного центра района.

### Часовой пояс
Деревня Малое Малагово как и вся Удмуртия, находится в часовой зоне МСК+1. Смещение применяемого времени относительно UTC составляет +4:00.

## Население
| 2010 | 2012 |
| ---- | ---- |
| 29   | ↘28  |

### Национальный состав
Согласно результатам переписи 2002 года, в национальной структуре населения удмурты составляли 90 % из 52 чел.